# Лю Хун (велогонщик)
Лю Хун (кит. упр. 劉 宏, род. 11 мая 1969, Урумчи) — китайский велогонщик, выступавший на шоссе. Участник летних Олимпийских игр 1988 года, чемпион летних Азиатских игр 1990 года.

## Биография
Лю Хун родился 11 мая 1969 года в китайском городе Урумчи в Синьцзян-Уйгурском автономном районе.
Учился в Пекинском спортивном университете.
В 1988 году вошёл в состав сборной Китая на летних Олимпийских играх в Сеуле. Выступал в двух шоссейных видах. В групповой гонке на 196,8 км занял 53-е место, показав результат 4 часа 32 минуты 56 секунды и уступив 34 секунды завоевавшему золото Олафу Людвигу из ГДР. В командной гонке на время на 100 км сборная Китая, за которую также выступали Го Лунчэнь, Тан Сюэчжун и У Вэйпэй, заняла 17-е место. Китайцы показали результат 2:06.22,5, уступив 8 минут 34,8 секунды завоевавшей золото сборной ГДР.
Лю дважды участвовал в Велогонке мира: в 1988 году не завершил дистанцию, а в 1989 году занял 82-е место.
В 1990 году завоевал золотую медаль на летних Азиатских играх в Пекине, выиграв командную гонку на время вместе с Го Лунчэнем, Тан Сюэчжуном и У Вэйпэем.
После завершения выступлений был генеральным секретарём ассоциации велоспорта китайской провинции Аньхой.
В 2008 году входил в тренерский штаб сборной Китая на летних Олимпийских играх в Пекине.